# Eduardo Echeverría
Eduardo Alberto Echeverría Espínola, mais conhecido como Eduardo Echeverría, ou simplesmente Echeverría (Assunção, 4 de março de 1989), é um futebolista paraguaio que atua como meia e lateral-esquerdo. Atualmente joga pelo FC Cascavel.

## Carreira
Nascido em Assunção capital do Paraguai, Echeverría começou sua carreira em Silvio Pettirossi, onde estreou profissionalmente. Em 2011 assinou com o Sportivo Carapeguá da primeira divisão do Campeonato Paraguaio onde destacou na competição sendo um dos melhores jogadores tendo marcado oito gols em dezoito partidas, ficando só atrás do atacante José Ortigoza. 
Na temporada seguinte assinou contrato com o LDU de Quito, porém acabou não se firmando no time equatoriano e assinou com o Manta para a temporada seguinte. Após uma passagem com pouco destaque pelo Equador retornou para o Paraguai onde atuou pelo  Olimpia e Rubio Ñu.
Em janeiro de 2016 acertou com o Atlético Universitário do Brasil para a temporada focando na disputa do Campeonato Baiano. Mas no mesmo ano acertou com o ABC para o restante da temporada, focando as disputas do Campeonato Potiguar, Copa do Nordeste, Série C e a Copa do Brasil.
Contra o Goianésia, Echeverría foi decisivo após sair do banco e marcar seus primeiros gols pelo ABC e ser um dos heróis da classificação para a segunda fase da Copa do Brasil. Na ocasião o meia paraguaio marcou dois gols na vitória por 3 a 2. Foi novamente decisivo marcando contra o América de Natal no jogo de ida da final do Campeonato Potiguar no empate por 3 a 3. No jogo de volta foi destaque novamente marcando um dos gols na goleada história por 4 a 0 diante do mesmo América de Natal e conquistando seu primeiro título pelo Mais Querido.
Contra o Remo em partida válida pela Série C, Echeverría marcou seu primeiro gol na competição na vitória por 2 a 0. Contra o River-PI, novamente em partida válida pela Série C, marcou um belo gol de falta em outra vitória por 2 a 0, que garantiu o ABC na segunda fase da competição.
Sendo um dos destaques do ABC na temporada, e virando um dos xodós da torcida alvinegra, Echeverría chegou a ser uma das prioridades de renovação para 2017 a pedido do técnico Geninho, a negociação acabou a ser descartada, porém dias depois teve anunciado seu novo vínculo com o Mais Querido. Voltou a marcar pelo ABC na goleada por 5 a 1 diante do Potiguar de Mossoró em que marcou dois gols em partida válida pelo Campeonato Potiguar.
Foi o herói do bicampeonato do Campeonato Potiguar tendo marcado o único gol na vitória por 1 a 0 no jogo de ida no Barretão em Ceará-Mirim, com o empate em 0 a 0 no Frasqueirão em Natal o ABC se consagrou campeão estadual pela 54ª vez em sua história. Em virtude de um mal aproveitamento durante a Série B, a diretoria do Mais Querido decidiu rescindir o seu contrato e de outros três jogadores com a mesma situação do paraguaio. No total esteve em campo com a camisa do ABC em 59 jogos e anotando 14 gols ao longo de sua passagem.
Em dezembro de 2018 foi anunciado como reforço do CSA para a temporada de 2018.

## Seleção Paraguaia
Com o destaque que teve atuando pelo Sportivo Carapeguá, foi convocado para a Seleção Paraguaia em 25 de abril de 2012 pelo ex-técnico da seleção Arce. Estreou pela seleção em um amistoso vencido por 1 a 0 contra a Guatemala.

## Títulos
ABC
- Copa RN: 2016, 2017
- Campeonato Potiguar: 2016, 2017

CSA
- Campeonato Alagoano: 2018

Remo
- Campeonato Paraense: 2019

ASA
- Copa Alagoas: 2021

### Prêmios Individuais
- Seleção do Campeonato Potiguar: 2016